# Green Mountains
Le Green Mountains (letteralmente “Montagne verdi”) sono una catena montuosa che si trova nello stato del Vermont, Stati Uniti d'America. La catena si estende principalmente in direzione sud-nord, per circa 400 km dal confine con il Massachusetts, fino a quello con il  Québec (Canada). Il tratto della medesima catena che si trova nel Massachusetts e nel Connecticut è noto come The Berkshires o The Berkshire Hills ma la parte che si trova nel Connecticut, prevalentemente nella Contea di Litchfield, è nota localmente come Northwest Hills o Litchfield Hills. La parte invece che si trova nel Québec è nota come Sutton Mountains, o Monts Sutton in lingua francese. Tutti i monti che si trovano nel Vermont sono genericamente chiamati "Green Mountains", ma altri rilievi all'interno del Vermont, compresi i Monti Taconic - nell'estremità sudoccidentale del Vermont, e le Northeastern Highlands non fanno parte, da un punto di vista geologico, delle Green Mountains.

## Cime

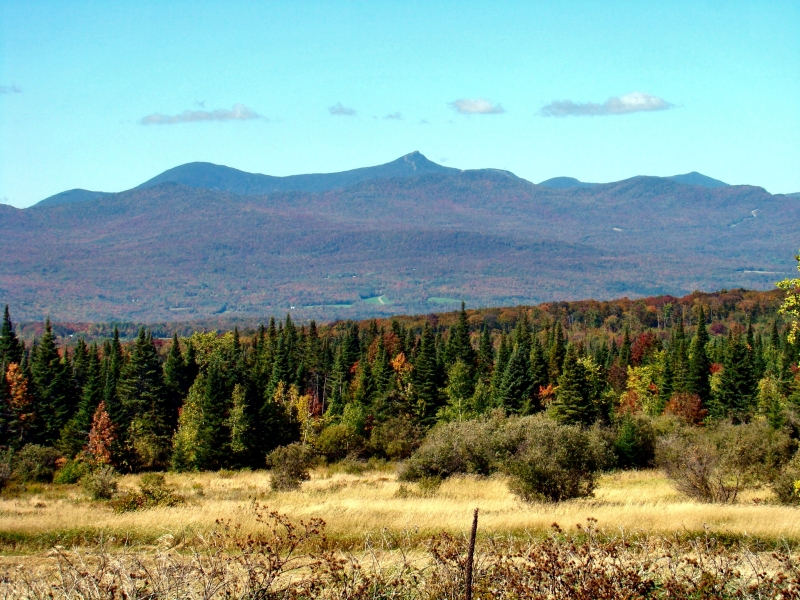
Jay Peak, sito all'estremità settentrionale delle Green Mountains in Vermont

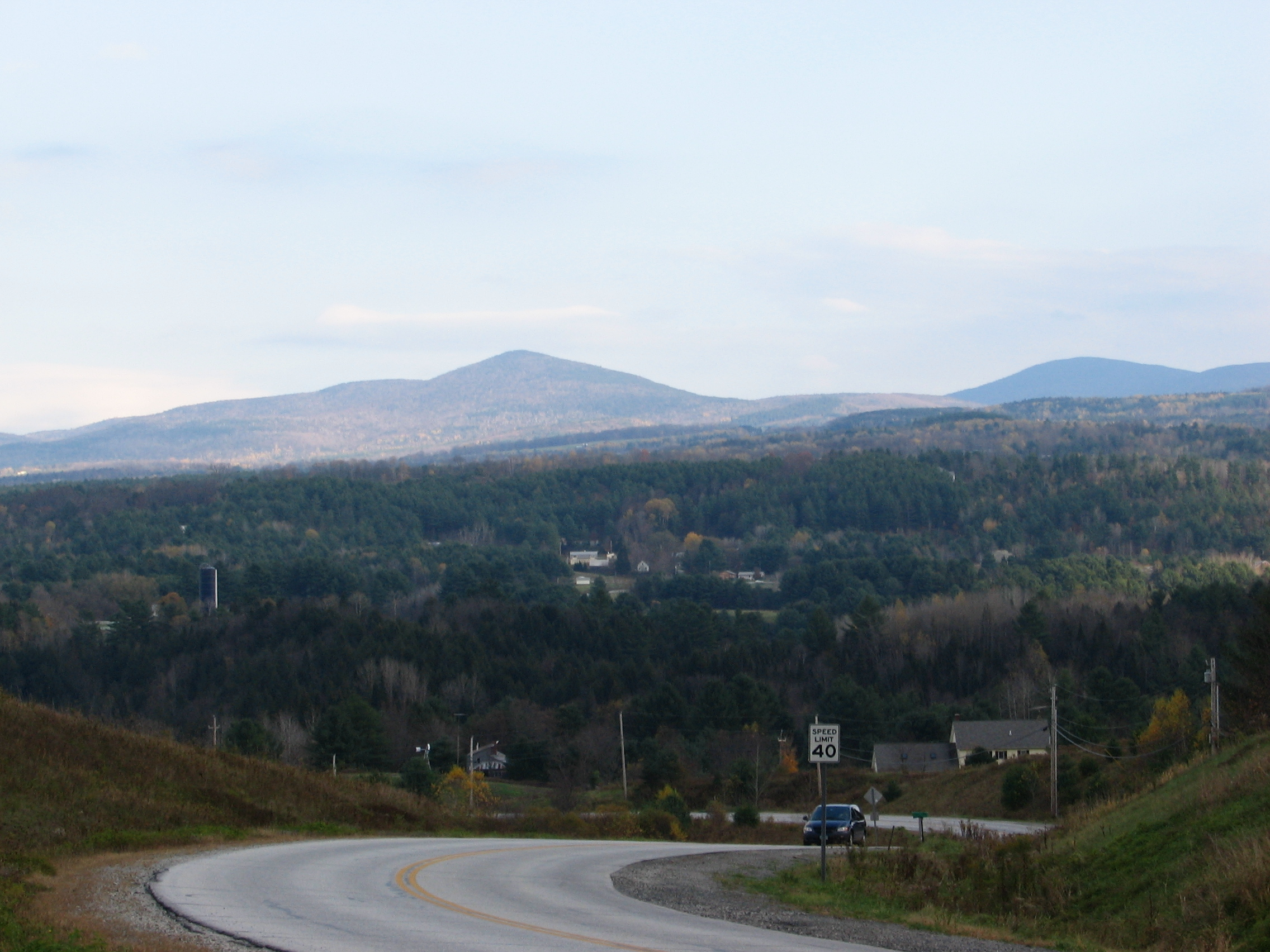
Green Mountains da Montpelier

Le montagne, ben note per la loro altezza, facilità di accesso pubblico su strada o sentiero (in particolare il Long Trail e l'Appalachian Trail), per le stazioni sciistiche o le vicine città, comprendono:
- Monte Mansfield, 1339 m, il punto più alto del Vermont
- Cima Killington, 1293 m
- Camel's Hump, 1245 m
- Monte Ellen, 1244 m
- Monte Abraham, 1224 m
- Cima Pico, 1206 m
- Monte Stratton, 1200 m, il monte dove nacquero le idee iniziali sia del Long Trail che dell'Appalachian Trail
- Cima Jay, 1177 m riceve la maggior quantità di precipitazioni nevose medie degli Stati Uniti.[5][6]
- Monte Pagnotta (Bread Loaf Mountain), 1169 m
- Monte Wilson, 1150 m
- Monte Glastenbury, 1142 m
- Monte Burke, 1000 m

Le Green Mountains fanno parte dei Monti Appalachi, una catena che si estende dal Québec a nord fino all'Alabama a sud. Le Green Mountains fanno parte dell'ecoregione New England/Acadian forests.
Tre cime, Monte Mansfield, Camel's Hump e Monte Abraham sono ricoperte da una vegetazione alpina.

## Turismo
Su alcuni monti sono installati impianti di risalita per lo sci e altre installazioni per sport invernali. Altri hanno sentieri per escursioni estive. I monti Mansfield, Killington, Pico ed Ellen hanno piste da sci sulle loro falde. Tutte le cime maggiori sono attraversate dal Long Trail, un sentiero selvaggio che corre dal confine meridionale a quello settentrionale dello stato ed è sovrapposto dall'Appalachian Trail per circa 1/3 del percorso.

## Storia
La Repubblica del Vermont, nota anche come Repubblica della Green Mountains, esistette dal 1777 al 1791, quando il Vermont divenne il 14º stato.
Vermont non prende solo il soprannome di "The Green Mountain State" dalle montagne, ma il suo stesso nome ne deriva. Il francese Monts Verts o Verts Monts è tradotto letteralmente come "Green Mountains". Questo nome fu suggerito dal Dr. Thomas Young, un rivoluzionario americano che aveva partecipato al Boston Tea Party. L'Università del Vermont è nota come UVM, acronimo del latino Universitas Viridis Montis (Università dei Monti Verdi).

## Geologia e fisiografia

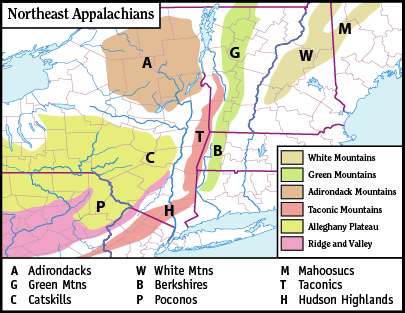
Mappa delle principali regioni degli Appalachi settentrionali

Le Green Mountains sono una sezione fisiografica della più ampia provincia della Nuova Inghilterra, che a sua volta fa parte della più ampia suddivisione fisiografica dei Monti Appalachi.
Il Lemon Fair è un fiume che attraversa le città di Orwell, Sudbury, Shoreham, Bridport e Cornwall prima di confluire nell'Otter Creek. Il suo nome deriva dalla pronuncia inglese approssimativa di Les Monts Vert (I monti verdi).